# James Thurber
James Grover Thurber (ur. 8 grudnia 1894 w Columbus, zm. 2 listopada 1961 w Nowym Jorku) – amerykański humorysta i satyryczny rysownik. Najbardziej znany z rysunków i opowiadań zamieszczanych w magazynie „The New Yorker”.

## Życiorys
W dzieciństwie stracił oko, trafiony strzałą przez brata; na drugie widział odtąd coraz gorzej. Po studiach na Uniwersytecie Ohio (nieukończonych z powodu niedowidzenia – nie mógł odbyć szkolenia wojskowego) był w latach 1918–1920 szyfrantem Departamentu Stanu, w Waszyngtonie i w Paryżu, a w latach 1921–1924 reporterem „Columbus Dispatch”.
W 1925 roku przeniósł się do Nowego Jorku i pracował tam dla „New York Evening Post”, a od 1927 roku w „The New Yorker” jako redaktor. Pierwsze jego rysunki ukazały się w tym magazynie w 1930 roku i odtąd publikowano je tam regularnie do początku lat 50., kiedy ostatecznie osłabł mu wzrok.
Najbardziej znane jego opowiadania to The Dog Who Bit People oraz The Night the Bed Fell, zamieszczone w książce My Life and Hard Times (1933), mieszance autobiografii i prozy, która jako pierwsza przyniosła mu uznanie oraz słynne The Secret Life of Walter Mitty, o heroicznych snach na jawie spokojnego, uporządkowanego żonatego mężczyzny w średnim wieku, ze zbioru My World – And Welcome to It (1942). Opowiadanie Sekretne życie Waltera Mitty zostało sfilmowane w 2013 roku.
Napisał także ponad 75 bajek, kilka baśni książkowej długości i liczne humorystyczne eseje, np. o współczesnym mu języku angielskim. Analizował też fenomen radiowych oper mydlanych.